# День вневедомственной охраны
День вневедомственной охраны войск национальной гвардии Российской Федерации — профессиональный праздник сотрудников структурных подразделений Федеральной службы войск национальной гвардии Российской Федерации, осуществляющих охрану особо важных и режимных объектов, объектов, подлежащих обязательной охране, охране имущества физических и юридических лиц по договорам, а также участвующие в обеспечении охраны общественного порядка, предупреждении и пресечении преступлений и административных правонарушений.  Отмечается в России ежегодно, 29 октября.

## История и празднование
29 октября 1952 года Совет Министров Советского Союза принял Постановление «Об использовании в промышленности, строительстве и других отраслях народного хозяйства работников, высвобождающихся из охраны, и мерах по улучшению дела организации охраны хозяйственных объектов министерств и ведомств». По сути день принятия этого постановления стал днём рождения вневедомственной охраны в советской России. Эта дата стала праздничной датой для всех сотрудников этой отрасли, со временем трансформировавшись в традиционный профессиональный праздник.
Несмотря на то, что праздник не имеет официального статуса, руководство МВД РФ не забывает поздравлять в этот день сотрудников подразделений вневедомственной охраны. . Не остаются в стороне от этого праздника и российские политики, что неудивительно, ведь в этих структурах работают многие тысячи потенциальных избирателей. Так в 2007 году бессменный президент Башкирии Муртаза Губайдуллович Рахимов поздравляя сотрудников и ветеранов Управления вневедомственной охраны сказал следующее:

Ваша структура оснащена новейшими средствами охраны и связи, необходимым транспортом, вооружением и спецсредствами. Это позволяет в тесном взаимодействии с другими подразделениями МВД и правоохранительными органами достойно противостоять преступности, обеспечивать безопасные условия для жизни граждан. Вы вносите достойный вклад в укрепление правопорядка и общественной безопасности.
Самая лучшая оценка вашей повседневной напряженной и неутомимой работы — признательность и доверие людей, которые высоко ценят ваш добросовестный труд. Уверен, что вы и впредь будете с честью выполнять поставленные перед вами ответственные задачи.

Слова башкирского лидера подтверждает директор филиала ФГУП «Охрана» МВД России по Архангельской области Михаил Хомин, который 27 ноября 2009 года, на встрече с журналистами Архангельской области посвященной «Дню вневедомственной охраны», заявил, что за 13 лет, ни одна квартира в области, охраняемая вневедомственной охраной, не была ограблена. На той же пресс-конференции начальник УВО при УВД по Архангельской области Виктор Барушев рассказал о ряде случаев, когда сотрудники вневедомственной охраны пресекали правонарушения и задерживали преступников, хотя жертвы преступлений не были клиентами УВО и не оплачивали их услуги.И несмотря на основные обязанности ОВО,не многие знают что в период с 1993 по настоящее время(при существовании России) ОВО войск национальной гвардии являются основными мобильными видами подразделений которые обеспечивают охрану общественного порядка в ночное время суток.